# Teixidor alabarrat
El teixidor alabarrat (Ploceus angolensis) és un ocell de la família dels ploceids (Ploceidae).

## Hàbitat i distribució
Habita el bosc miombo de l'oest i centre d'Angola, nord de Zàmbia i l'extrem sud-est de la República Democràtica del Congo.